# Gerardo Salvador Merino
Gerardo Salvador Merino (Herrera de Pisuerga, 1910 – Barcelone, 1971) était un juriste, homme politique et gestionnaire d’entreprise espagnol.
D’abord membre du syndicat socialiste UGT, il vira politiquement à droite à la suite d’un attentat meurtrier contre son père, maire conservateur cédiste. Il entreprit des études de droit à Madrid, où il s’accointa avec quelques chefs de file de la Phalange, dont José Antonio Primo de Rivera lui-même. Notaire de son état, il fut nommé, après son affiliation à la Phalange, chef de section à La Corogne, où il manifesta des qualités de tribun populiste et un fort sens social. À l’issue de la Guerre civile, où il avait combattu dans la camp nationaliste, il fut désigné en 1939 par le nouveau régime Délégué national des syndicats, chargé de mettre en œuvre le verticalisme syndical, cheval de bataille de la Phalange, dont il avait été l’un des théoriciens et qui visait à remplacer les syndicats traditionnels, coupables de s’engager dans un antagonisme social délétère, par des syndicats « verticaux » englobant ouvriers, techniciens et patrons dans une même structure nationale de collaboration, subdivisée selon les branches de production, et appelée aussi à intervenir dans la marche de l’économie espagnole ; le but visé était — outre la mise au pas de la classe ouvrière — le dépassement de la lutte des classes et l’instauration d’une utopique harmonie sociale. L’action de Salvador Merino finit par lui attirer des inimitiés, de la part d’une partie du patronat, hostile à son ouvriérisme et à son « totalitarisme syndical », de la part des fractions traditionaliste et monarchiste du régime, qu’effarouchait la germanophilie ostensible de Salvador Merino (par quoi celui-ci œuvrait pour l’envoi de travailleurs volontaires en Allemagne et prônait l’entrée en guerre de l’Espagne aux côtés de l’Axe), etc. Sa (supposée) appartenance à la franc-maçonnerie servit en 1941 de prétexte à sa condamnation par un tribunal spécial à huit années d’assignation à résidence dans les Baléares. Sa peine purgée, et s’étant définitivement détourné de la politique, il alla désormais occuper de hauts postes dans le monde de l’entreprise.

## Biographie

### Formation et jeunes années
Né en 1910 à Herrera de Pisuerga, localité de la province de Palencia, Gerardo Salvador Merino faisait partie d’une fratrie de sept enfants et eut pour parents les propriétaires d’un moulin situé dans son village natal. Dans les premiers mois de la Seconde République espagnole, il adhéra au syndicat UGT, en rejoignant l’aile la plus radicale de celui-ci ; aux dires de certains auteurs, il semblerait qu’il ait également milité dans les rangs du PSOE,. En mai 1933, un attentat dirigé contre son père — maire et militant du parti de droite CEDA — entraîna la mort par mégarde de sa mère, incident dont il est probable qu’il détermina sa trajectoire politique ultérieure,. S’étant transporté à Madrid, il y accomplit un cursus de droit à l’université centrale, après avoir entrepris initialement des études au Collège royal d’études supérieures Marie-Christine à l’Escurial, où il avait fait la connaissance de Dionisio Ridruejo. Dans la capitale, il s’affilia à l’association estudiantine FUE (Federación Universitaria Escolar, hostile à la dictature de Primo de Rivera) et fréquentait les réunions du Café Lion, où il se lia d’amitié fin 1933 avec José Antonio Primo de Rivera, qui l’exhorta à s’associer à la Phalange (Falange Española, FE). Après qu’il eut effectivement adhéré à la FE en janvier 1934, sous l’influence notamment de José María Alfaro, il s’attacha à y promouvoir l’aile ouvriériste et syndicale du parti. Ses études de droit achevées, il obtint sur concours en 1935 un poste de notaire à Puentes de García Rodríguez, dans la province de La Corogne, où il prit la tête de la section locale de la Phalange.
À l’éclatement de la Guerre civile, Salvador Merino, enrôlé comme volontaire, combattit sur le front des Asturies et fut blessé à plusieurs reprises. Au lendemain du décret d’unification d’avril 1937, qui prescrivait aux phalangistes et aux carlistes de se regrouper dans un parti unique, la FET y de las JONS, Salvador Merino se rapprocha de la faction autour de Pilar Primo de Rivera et alla faire partie du Conseil national du nouveau parti. Partisan de Manuel Hedilla, il fut désigné par celui-ci en 1937 chef provincial de la Phalange à La Corogne, mais ne tarda pas à se rendre impopulaire auprès des classes moyennes par son discours ouvriériste, en particulier après qu’il eut forgé le slogan « à bas la bourgeoisie ». Pendant son séjour en Galice, il entretint une étroite amitié avec l’architecte phalangiste Germán Álvarez de Sotomayor. Bon orateur et doté de talents d’organisateur, il parvint en avril 1938 à réunir dans les arènes de La Corogne une vaste foule de 14 000 phalangistes, où il avait invité le général Juan Yagüe à prononcer un discours, dans lequel celui-ci prôna avec ardeur la révolution national-syndicaliste, ce qui valut à Gerardo Salvador d’être destitué sans délai de ses fonctions. La même année 1938, il appartenait au groupe connu sous le nom de « Groupe de Burgos », lequel estimait qu’il était urgent de faire contre-poids, dans l’organisation phalangiste, à la masse d’éléments de droite intégrés dans ses rangs au cours de la Guerre civile.
Peu après, il s’enrôla une nouvelle fois, avec le grade de caporal, dans l’armée franquiste et resta sur le front pendant la dernière année de la Guerre civile. En mars 1939, il participa à l’expédition du vaisseau Castillo de Olite, lequel fut envoyé par le fond dans le port de Carthagène par les républicains ; cependant, Salvador Merino eut la vie sauve, fut fait prisonnier à Carthagène, et incita peu après ses codétenus à se soulever, concourant ainsi à la conquête de la ville par le camp nationaliste le 24 mars 1939.

### Délégué national des syndicats (1939-1941)

#### Contextualisation: syndicalisme vertical
Le phalangisme avait conçu un modèle syndical qui rompait radicalement avec le syndicalisme traditionnel ayant jusque-là prévalu en Espagne. Ce modèle nouveau prévoyait la création d’une structure « verticale » qui, en englobant travailleurs et patrons dans une même organisation, agirait comme instrument d’harmonisation sociale propre à neutraliser toute velléité de lutte des classes et jouerait dans le futur État national-syndicaliste également un rôle déterminant dans le développement de l’économie. La doctrine syndicale du parti unique FET y de las JONS comportait le dépassement définitif tant du capitalisme que du marxisme, selon une ligne semblable à celle suivie dans l’Italie fasciste et dans l’Allemagne nazie, encore que le phalangisme, en dépit des similitudes évidentes, tant du point de vue des formes que du contenu, entre le syndicalisme phalangiste et ses modèles fascistes italien et allemand, ait mis tous ses soins à se présenter comme une solution authentiquement espagnole au problème social.
Le « verticalisme » était appelé à remplir une fonction double, celle de planification économique et celle d’encadrement social, en accord avec l’article neuvième du programme de la FET y de las JONS :

« Nous concevons l’Espagne sur le plan économique comme un gigantesque syndicat de producteurs ; nous organiserons corporativement la société espagnole au moyen d’un système de syndicats verticaux par branche de la production, au service de l’intégrité économique nationale. »

Du reste, au sein de la Phalange régnait un consensus absolu sur la nécessité de supprimer l’autonomie d’organisation de la classe ouvrière.
Cependant, dans un premier stade, en raison de la difficulté à déployer ses structures syndicales singulières dans le milieu du travail sous la Seconde République, le parti se voyait contraint de créer des organisations syndicales « véritablement horizontales, basées sur la classe, selon l’usage marxiste », incarnées dans les Centrales ouvrières national-syndicalistes (en abrégé CONS), puis, ultérieurement, dans les Centrales patronales national-syndicalistes (en espagnol Centrales de Empresarios Nacional-Sindicalistas, CENS). Les phalangistes justifiaient le caractère horizontal et de classe de ces centrales, qui contredisait les prémisses théoriques verticalistes du parti, en les présentant comme une étape transitoire intermédiaire dans la perspective de la future mise en place du syndicat vertical.
Les CONS réussirent à se développer et à s’implanter, en particulier par suite d’un notable effort de propagande de rue et grâce à des projets mutualistes et à des bourses de travail. Dans le même temps, la théorie syndicale phalangiste s’affinait plus avant et se complétait progressivement, notamment par les écrits de José Luis Arrese, qui permettaient au parti de forger une doctrine syndicale spécifique apte à entraîner travailleurs et patrons à soutenir massivement le modèle visant un dépassement absolu de l’antagonisme social. La théorie national-syndicaliste sous-tendait une utopie d’harmonisation sociale où le syndicat vertical serait l’outil pour unir la classe ouvrière et le patronat, tous deux épuisés par le stérile conflit de classes qui les dévoyait du véritable objectif, savoir : la renaissance nationale. L’idéologie libérale et son antithèse marxiste, matérialistes toutes deux et par là souffrant de la même tare, avaient échoué autant l’une que l’autre parce que, arguait Arrese, « elles ne s’étaient pas adaptées au caractère espagnol, et parce qu’elles étaient injustes », ; le national-syndicalisme en revanche, dont le programme s’appuyait sur la volonté de « spiritualiser la vie, d’espagnoliser l’Espagne et d’instaurer la justice » surgissait comme la solution de rechange idéale, à même de séduire travailleurs, patrons et techniciens, car de souche exclusivement espagnole. Par sa nature verticale, c’est-à-dire englobant tous les secteurs productifs, le syndicalisme phalangiste portait en lui une utopie sociale où chaque élément de la production voyait ses besoins satisfaits, et garantissait que les relations sur le lieu de travail entre patrons et leurs subalternes s’établissent, comme préalable à la paix sociale, dans des conditions de confiance réciproque (certes forcément asymétrique).
Après les élections de février 1936, qui avaient porté au pouvoir le Front populaire, les syndicats phalangistes regroupés dans les CONS furent mis hors la loi et leurs locaux fermés, bien que l’organisation ait continué d’agir de façon plus ou moins clandestine. Par suite du coup d’État du 18 juillet 1936, ces structures clandestines disparurent dans la zone restée sous autorité républicaine, le syndicalisme phalangiste y étant désormais réprimé en raison du soutien apporté par la Phalange au soulèvement militaire. Dans la zone devenue nationaliste, les CONS connurent au contraire une croissance sans précédent, s’expliquant par des affiliations massives au parti FE de las JONS, dont les militants étaient statutairement obligés de se syndiquer, et aussi par l’atmosphère de peur qui poussait les travailleurs à adhérer au parti pour garder leur emploi, voire parfois pour préserver leur vie.
Dans la zone nationaliste, il fut décidé de mettre sur pied les Centrales de Empresarios Nacional-Sindicalistas (CENS), dont la première fut créée à Saragosse en décembre 1936, et dont le développement allait être favorisé par la Guerre civile et par les premières ébauches d’institutionnalisation du régime franquiste. L’expansion territoriale ultérieure des CENS fut pendant l’année 1937 un processus lent et laborieux, à cause d’une classe patronale dans son ensemble assez réfractaire aux tentatives phalangistes de l’enserrer dans son modèle syndical. Du reste, la création des CENS ne constituait encore qu’une étape préalable en vue de la formation d’une organisation unique pour ouvriers et patrons, prélude au stade où le syndicalisme officiel serait habilité à organiser l’économie dans le futur État national-syndicaliste. L’attitude peu coopérative des chefs d’entreprise s’explique d’une part par la disparition concomitante des anciennes associations patronales qui leur avaient servi traditionnellement à s’organiser et qui étaient reléguées désormais à devenir autant d’éléments d’une entité plus vaste et temporaire, censée préparer la voie vers la « verticalité » syndicale, et d’autre part par la contrariété que suscitaient dans le patronat les promesses de hausses de salaire, de congés payés, de prévoyance sociale et de certaines normes rigides, applicables entre autres aux licenciements.

#### Cadre législatif du verticalisme syndical et mise en place de laDélégation nationale des syndicats
Le syndicalisme vertical allait prendre corps en vertu de deux lois : la Loi de l’unité syndicale (Ley de Unidad Sindical), du 26 janvier 1940, imposant l’unification obligatoire des syndicats en une seule et même Organisation syndicale espagnole (OSE), et la Loi définissant les bases de l’Organisation syndicale (Ley de Bases de la Organización Sindical), de décembre 1940. Le cadre législatif ainsi mis en place, conforme aux principes du parti unique FET y de las JONS, visait à répondre à la nécessité d’une paix sociale durable pour le nouvel État naissant, paix sociale que la seule coercition ne suffirait pas à réaliser et à l’effet de laquelle l’encadrement des travailleurs dans une structure syndicale assurant le contrôle social, le dépassement de la lutte des classes et l’harmonie dans le monde du travail n’apparaissait pas moins important que la désactivation du mouvement ouvrier.
Entre ces deux lois fut promulguée en mars 1938 la Charte du travail (Fuero del Trabajo), première d’une série de Lois fondamentales du franquisme, qui contredisait la charte du parti unique en ceci qu’il ne plaçait pas la future structure syndicale sous tutelle complète du parti, quand même ses dispositions avaient été conçues dans une optique phalangiste. La Charte du travail était la résultante d’un délicat équilibre des pouvoirs, fait de compromis et de concessions, à l’intérieur de la coalition des forces qui s’étaient soulevées en armes contre la République. Pour ce qui est du syndicat, le Fuero reflétait autant l’influence du national-syndicalisme que la prise en compte de l’existence de diverses organisations syndicales et patronales, distinctes des CONS et des CENS phalangistes, et rétives à un assujettissement total à la Phalange. De cet esprit de conciliation faisait partie également la décision d’instituer un ministère de l’Organisation et de l’Action syndicales, dont le titulaire était le « néo-phalangiste » Pedro González-Bueno, et de ne pas faire de cas des prétentions hégémonistes de la Phalange en la matière, en accord avec la volonté du général Franco de parvenir à un équilibre et à l’apaisement politiques,.
C’est au ministre González-Bueno qu’il revint de rédiger une première mouture de la Ley de Bases de la Organización Sindical, dont l’ultime brouillon fut toutefois vivement rejeté par le Conseil national du parti d’abord, puis par le Conseil des ministres le 1er juin 1939 ; si ladite loi adoptait bien la rhétorique fasciste dans ses énoncés et faisait droit au modèle d’organisation national-syndicaliste, elle maintenait la future organisation syndicale hors de portée du parti FET y de las JONS, laissant en effet au ministre de l’Organisation et de l’Action syndicales d’amples prérogatives en matière notamment de nominations, au détriment de la Phalange. Par cette fronde, la position de González-Bueno se retrouva fortement endommagée, ce dont le ministre allait faire les frais lors d’un prochain remaniement gouvernemental le 8 août 1939, en même temps que le ministère lui-même ; désormais, toutes les questions syndicales allaient ressortir à un Service des syndicats, partie intégrante de FET y de las JONS, même si en contrepartie certaines limites étaient fixées à la volonté phalangiste de voir les syndicats exercer un pouvoir totalitaire sur l’ensemble des organisations économiques.

#### Nomination et action de Salvador Merino à la tête de laDélégation nationale des syndicats
Le 9 septembre 1939, c’est-à-dire quelques mois après la fin de la Guerre civile et dans le contexte d’une tendance à la fascisation du régime, Salvador Merino fut nommé par Agustín Muñoz Grandes, secrétaire général du Mouvement (qui avait rang de ministre), à la tête de la Délégation nationale des syndicats (Delegación Nacional de Sindicatos, sigle DNS),,, nouvel organisme récemment découplé du défunt ministère de l’Organisation et de l’Action syndicales. À ce titre, il allait avoir la haute main sur toute la future structure syndicale et être secondé dans sa mission par de vieilles chemises (c’est-à-dire des phalangistes de la première heure) et des camarades ayant la pleine confiance de Muñoz Grandes. À la différence d’autres hiérarques du parti unique FET y de las JONS, Salvador Merino se voyait investi de pouvoirs explicites pour un profond remaniement du monde syndical espagnol.
Ainsi chargé de diriger et d’organiser, depuis le parti, la nouvelle DNS, Salvador Merino s’attela à la tâche finale de structurer l’organisation syndicale sur un mode clairement phalangiste et eut bientôt fait d’élaborer un modèle syndical fort ambitieux, par quoi il ne manqua pas de se heurter aux fractions plus conservatrices du régime franquiste. Éminemment doté de sens social, il aspirait à mettre sur pied une organisation syndicale de masse apte à rassembler l’ensemble des travailleurs espagnols et à devenir le cœur du pouvoir dans le nouvel État en devenir.
Sa première décision fut la signature du décret du 29 septembre 1939 prévoyant le transfert, au bénéfice du patrimoine de la DNS, des biens saisis sur les syndicats de gauche pendant la Guerre civile, et l’un de ses premiers objectifs fut de mobiliser l’organisation syndicale pour remédier au chômage croissant, qui atteignait en 1940 le chiffre officiel de 500 000 personnes privées de travail ; il envoya des directives à ses délégués provinciaux les incitant à concevoir et proposer des plans d’emploi.
Au cours des mois suivants, octobre et novembre 1939, il s’employa à mettre en place à l’intention des syndicats espagnols toute une structure administrative, dans laquelle il parvint à intégrer une partie des cadres issus des anciennes organisations syndicales. En novembre, il procéda à un fort nombre de nominations, dont 35 nouveaux délégués provinciaux.
Mais sa grande œuvre fut donc d’être parvenu à incorporer dans la nouvelle structure la totalité des organisations syndicales et patronales qui avaient jusque-là, en mettant à profit les flottements de la période González-Bueno, réussi à garder une existence plus ou moins indépendante. À cet effet, Salvador Merino réunit une équipe fort active de jeunes phalangistes, qui eut à tâche de rédiger le premier des outils législatifs destinés à donner corps à l’Organisation syndicale espagnole (OSE), à savoir la Loi sur l’unité syndicale (en espagnol Ley de Unidad Sindical), laquelle, promulguée le 26 janvier 1940, vint renforcer la prépondérance du modèle syndical phalangiste dans le processus de façonnement d’un syndicat vertical unitaire. Ladite loi prescrivait que patrons et travailleurs eussent à s’intégrer dans une organisation syndicale unique sous l’égide de FET y de las JONS (encore que Salvador Merino ait été favorable à une autonomie syndicale vis-à-vis du reste du « Mouvement »). La nouvelle organisation était, selon ce qu’énonçait le préambule de la loi, « la seule reconnue, avec une personnalité suffisante, par l’État, qui n’admettra l’existence d’aucune autre aux finalités analogues ou similaires » et appelée à accueillir en son sein toute association jamais créée « pour défendre ou représenter, totalement ou partiellement, les intérêts économiques ou de classe, qu’ils portent ou non la dénomination de syndicat, d’association ouvrière, patronale, corporative, etc. ». Davantage que d’apporter une définition administrative, qui sera l’objet de l’ultérieure Loi des bases de l’organisation syndicale, la Loi sur l’unité syndicale figure comme l’incarnation législative définitive du modèle idéologique devant sous-tendre l’OSE. Celle-ci en effet, si elle était bien conforme au précepte d’« unité, totalité et hiérarchie » tel que stipulé dans la Charte du travail, se trouvait placée, en disconformité avec celle-ci, sous la houlette du parti FET y de las JONS ; en outre, la nouvelle législation instaurait le triple dessein économique, social et de prévoyance qui allait caractériser l’OSE durant toute son existence. La structuration en Syndicats nationaux par branche de production (valant mise en œuvre au moins théorique du neuvième des 27 articles du programme de la Phalange) devait, selon ce qu’ambitionnait Salvador Merino, paver la voie d’un pilotage par l’OSE de la politique économique du régime. La capacité d’encadrement de toute la population productive par le biais du déploiement territorial de l’OSE sous la forme de Syndicats locaux et provinciaux servirait de base à la fonction sociale du syndicalisme phalangiste. La mission de prévoyance, c’est-à-dire la mise en application pratique du discours sur la justice sociale — élément récurrent de la propagande phalangiste —, serait financièrement assurée grâce aux saisies des avoirs des syndicats de gauche. La loi postulait d’autre part que « les Espagnols, en tant que collaborateurs à la production, composent la Communauté national-syndicaliste comme unité militante dans la discipline du Mouvement ». La possibilité de conflit dans la sphère du travail, proscrite doctrinalement, était désormais aussi bannie juridiquement, puisque la loi établissait « la discipline sociale des producteurs en accord avec les principes d’unité et de coopération ». La loi ouvrait grandes les portes à un développement bureaucratique qui, au fil de la décennie suivante, aboutit à structurer l’OSE en quatre Fédérations syndicales, elles-mêmes subdivisées en branches d’activité économique (bâtiment, enseignement, élevage, pêcheries, etc.) correspondant aux 28 Syndicats nationaux de l’OSE. En instaurant une grande rigidité dans la structure hiérarchique de l’OSE, la nouvelle législation garantissait la prépondérance exécutive du Délégué national des syndicats dans la sphère centrale du nouvel organisme, il est vrai sous l’autorité suprême du général Franco en sa qualité de chef national de FET y de las JONS.
Par sa volonté d’établir un État national-syndicaliste à part entière, Salvador Merino était politiquement proche de Serrano Súñer, l’un des artisans de son ascension aux plus hautes fonctions syndicales. Pourtant, au contraire de Serrano Súñer, Salvador Merino se proposait d’octroyer à l’OSE vis-à-vis de l’État une autonomie très poussée, en plus de la doter de très larges moyens de contrôle de l’économie, en concordance avec la doctrine historique national-syndicaliste qui posait que « l’organisation économico-sociale de la production s’exerce à travers des Syndicats nationaux ». Salvador Merino faisait observer dans un article de presse :

« Il y a lieu de s’aviser que, d’ici peu de jours, les Syndicats nationaux se verront dotés, de fait et de droit, d’attributions de portée et de responsabilité énormes en matière d’ordonnancement de l’économie nationale, en vue d’une unité, y compris même d’instrumentation, de la politique économique de l’État. »

À l’usage de cette nouvelle ossature syndicale, Salvador Merino conçut au printemps 1940 l’idée d’un périodique, qui prit forme au mois de juin suivant sous les espèces du quotidien Pueblo. Dans son premier numéro, le journal syndical annonçait que « nous épuiserons, au service du travail national, toutes nos possibilités d’action et d’incitation »,.
Parallèlement à ses fonctions à la tête de la DNS, Salvador Merino était aussi membre du Conseil national de FET y de las JONS, parti unique au sein duquel il ne s’identifiait résolument avec aucune des factions internes, encore qu’il se soit senti plus proche des militaires phalangistes tels que Juan Yagüe ou Agustín Muñoz Grandes. Sa rhétorique populiste et révolutionnaire fit bientôt de lui l’une des figures dirigeantes les plus en vue au sein de la hiérarchie de la Phalange, et furent aussi à l’origine de nombreux conflits avec d’autres chefs de file franquistes. Le 31 mars 1940, lors du premier anniversaire de la victoire dans la Guerre civile, Salvador Merino réussit à rassembler et à faire défiler dans les rues de Madrid une grande masse d’ouvriers, ce qui provoqua l’ire des milieux les plus à droite du régime franquiste.
Sympathisant ouvertement avec l’Allemagne nazie, il joua dans les premières années de la Seconde Guerre mondiale un rôle de premier plan dans les relations hispano-gemaniques. À l’égal du ministre sans portefeuille Pedro Gamero del Castillo, il entretint des contacts réguliers avec des personnalités et organisations nazies, figurant notamment, en octobre 1940, comme l’un des hiérarques du régime à accueillir à Madrid le dirigeant nazi Heinrich Himmler pendant sa visite en Espagne ; cependant, il réalisait ces contacts de façon directe, sans en référer au Service extérieur de la Phalange, ce qui pouvait dénoter une attitude de dédain à l’égard des procédures du parti,. En avril 1941, après que le chef du Parti nazi à Madrid, Hans Thomsen, eut terminé les apprêts d’une visite spéciale de Salvador Merino en Allemagne, celui-ci se rendit dans ce pays, où il fut impressionné par le modèle syndical nazi et où il eut une rencontre avec Rudolf Hess, Robert Ley, Joachim von Ribbentrop et Joseph Goebbels,. Selon les rumeurs propagées par ses adversaires dans les cercles de pouvoir à Madrid, Salvador Merino aurait en réalité fait le déplacement en Allemagne pour y recueillir des appuis en vue d’un coup d’État en Espagne.
Les activités et les ambitions de Salvador Merino lui valurent un grand nombre d’ennemis parmi les dirigeants franquistes, dont beaucoup voyaient en lui un fasciste subversif et un « crypto-rouge ». Ses positionnements politiques, ajoutés à sa démagogie populiste et à la fascination qu’il professait pour le modèle nazi d’organisation du travail, allaient être à l’origine d’une hostilité active dans les fractions catholique et monarchiste du patronat. Dans les rangs de l’armée, il devait faire face à l’opposition viscérale du général Andrés Saliquet, parmi d’autres. Conscient de sa grande vulnérabilité politique, Serrano Súñer en vint à lui offrir la possibilité d’assumer le portefeuille du Travail, proposition que Salvador Merino déclina, au motif que cela entraînerait pour lui la perte de contrôle sur les syndicats.

### Disgrâce
À l’hostilité croissante du patronat à l’égard de Salvador Merino vint s’ajouter l’indignation de la classe politique et d’une partie de l’armée à la suite d’informations sur des manœuvres de diplomatie parallèle avec l’Allemagne tendant à favoriser l’entrée en guerre de l’Espagne aux côtés de l’Axe. Officiellement, Salvador Merino avait fait le voyage d’Allemagne en mai 1941, c’est-à-dire peu avant la crise ministérielle, pour étudier sur place les organisations syndicales allemandes ; cependant, il apparut qu’il avait également rencontré le ministre des Affaires étrangères Joachim von Ribbentrop ainsi que le ministre de la Propagande Joseph Goebbels, en présence de qui il s’était déclaré fervent partisan de l’entrée en guerre de l’Espagne. Les rumeurs allaient bon train selon lesquelles Salvador Merino aurait tenté d’obtenir le soutien de l’Allemagne pour faire limoger Serrano Suñer, alors titulaire des Affaires étrangères, ce qui acheva d’envenimer les relations entre les deux hommes. D’autres rumeurs encore portaient que Salvador Merino avait durant sa visite en Allemagne tenu des pourparlers en vue d’un possible renversement de Franco lui-même, ce qui lui causa l’inimitié de la caste militaire espagnole.
Aussi, faute de soutien dans la hiérarchie franquiste, à cause de son discours populiste national-syndicaliste et de sa proximité aux Nazis, Salvador Merino fut en septembre 1941 peu à peu évincé de la direction des Syndicats verticaux. D’après certains auteurs, l’une des raisons de sa destitution est le pacte qu’il avait signé le 21 août 1941  avec Robert Ley, chef du Deutsche Arbeitsfront, et qui prévoyait l’envoi en Allemagne de 100 000 travailleurs espagnols,, encore que cet accord ait été renégocié ultérieurement et l’effectif de travailleurs ramené à 15 000, essentiellement par manque de candidats. La rumeur courait d’une conspiration fomentée par lui, de concert avec les généraux Yagüe et Muñoz Grandes. Cependant, le prétexte principal de sa chute fut la mise au jour de son présumé passé de « franc-maçon », dont les preuves avaient principalement été apportées, selon l’historien Stanley G. Payne, par le général Saliquet, à ce moment président du Tribunal spécial pour la répression de la maçonnerie et du communisme ; d’autres auteurs toutefois ont évoqué le rôle joué par des agents des services secrets britanniques dans la déchéance de Salvador Merino et qu’expliquerait sa germanophilie non dissimulée.
Une procédure contre Salvador Merino fut engagée le 23 juillet 1941, pendant qu’il fêtait sa lune de miel à Majorque,. Rentré promptement à Madrid, Salvador Merino récusa les accusations et rejeta comme fausses les lettres dont disposait le tribunal et dans lesquelles Salvador Merino promettait de faire acte de présence à toutes les réunions tenues dans les loges d’Espagne ; sans se départir de son calme, il affirma avoir connaissance de l’existence de ces documents qui, selon ses dires, avaient été fabriqués par l’ambassade de Grande-Bretagne et par les « anglophiles » espagnols. En dépit de ces circonstances et quoique suspendu de ses fonctions, il s’accrocha à son poste de délégué syndical national ; Germán Álvarez de Sotomayor, son suppléant pour ce mandat, assuma l’intérim à la direction des syndicats. Finalement, début septembre, il sollicita Serrano Suñer, alors président du Comité politique de la Phalange, d’accepter sa démission. Officiellement destitué comme Délégué national le 13 septembre, il fut remplacé à la tête des Syndicats par Manuel Valdés Larrañaga, également un phalangiste. Tout en s’employant à domestiquer les syndicats indociles, ce dernier se mit en devoir de réorganiser leur structure interne et sut imprimer à l’organisation syndicale une ligne plus conservatrice et plus religieuse. C’est dans ce même contexte que quelque membre du cabinet ministériel en vint à requérir l’exécution de Salvador Merino.
Le 30 octobre 1941, le Tribunal spécial pour la répression de la maçonnerie et du communisme le condamna à douze années d’emprisonnement, mais la sentence fut commuée par le Conseil des ministres à une peine de douze années d’exil intérieur.

### Carrière ultérieure
Ainsi tombé en disgrâce, Salvador Merino fut expulsé du parti et assigné à résidence dans les îles Baléares,,,. Avec le changement de cap de la politique espagnole au fil de la guerre mondiale et dans l’après-guerre, sa mise à l’écart des sphères de pouvoir allait s’accentuer encore. Ce nonobstant, une fois purgée sa peine de confinement, il trouva par la suite à s’employer comme assistant dans l’industrie textile en Catalogne et obtint un emploi de notaire à Cerdanyola del Vallès, dans la province de Barcelone,,. Dans les décennies 1960 et 1970, s’étant voué désormais tout entier au monde des affaires, il se hissa au poste de directeur de gestion de la firme automobile Motor Ibérica. Il périt dans un accident de voiture le 31 juillet 1971 à l’âge de 60 ans,,,.

### Vie personnelle
Salvador Merino avait contracté mariage avec María Fermina Coderch de Sentmenat, sœur de l’architecte José Antonio Coderch.

## Publications de Salvador Merino
- (es) La Falange y su contribución al problema del campo. Antología, Madrid, Gráficas Reunidas, coll. « II Consejo Sindical Política Agraria », 1941, 363 p..
- (es) Escritos y discursos, Tarragone, Fides, coll. « Azul Mahón », 2016, 232 p. (ISBN 978-8494491771) (choix de textes et annotations par Juan Antonio Llopart).